# Otto Fikentscher
Ne pas confodre avec le peintre allemand Otto Clemens Fikentscher (1831-1880).
Otto Hermann Fikentscher, né le 6 juillet 1862 à Zwickau et mort le 26 février 1945 à Baden-Baden, est un peintre, aquafortiste, lithographe et sculpteur allemand. Il peut facilement être confondu avec le peintre Otto Clemens Fikentscher, dont le nom est presque le même ; aucun lien de parenté n'est connu. 

## Biographie
Fils du fabricant de produits chimiques Friedrich Christian Fikentscher (de) et de sa seconde épouse Rosalie, née Mensing (1826-1895), il fréquente le lycée de Zwickau. Après un apprentissage de sculpteur, Fikentscher étudie à partir de 1880 à la Kunstgewerbeschule de Dresde et à partir de 1884 à l'Académie des beaux-arts de Munich. En 1888, il suit son professeur Hermann Baisch à l'Académie des beaux-arts de Karlsruhe. En 1891, il achète l'Augustenburg à Grötzingen, aménage son appartement au premier étage et donne à la colonie de peintres de Grötzingen un lieu de séjour. La même année, il épouse la peintre Jenny Nottebohm (de). Leur fille Dorothee Fischer (1894-1981) compose des chansons.
Il entreprend des voyages en Hongrie, en Roumanie (Transylvanie) et en Amérique du Nord. Deux séjours sur la côte de la Baltique à Hiddensee sont documentés pour 1888 et 1896.

## Œuvre

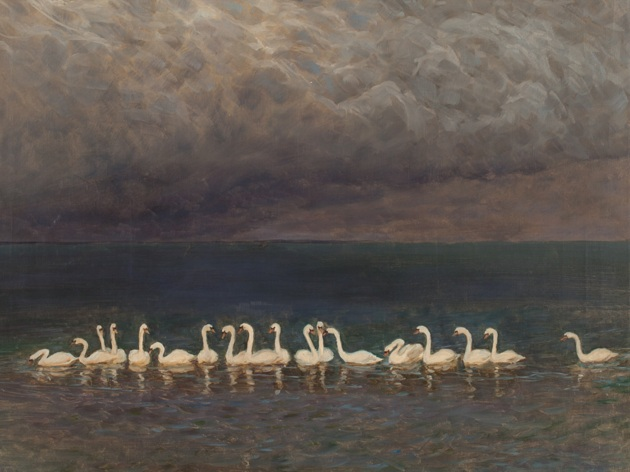
Schwanensee (1900).

Le sujet le plus important de Fikentscher était la représentation des animaux, souvent dans leur environnement pittoresque, en partie sous forme de peintures à l'huile, en partie sous forme d'aquarelles, mais souvent aussi sous forme de lithographies ou de gravures.

## Expositions
Otto Fikentscher a été représenté avec ses œuvres à plusieurs reprises aux grandes expositions d'art de Berlin, à l'exposition internationale d'art de Düsseldorf en 1904, au palais des glaces de Munich et à la Künstlerbundausstellung de Karlsruhe en 1906. 
- Büffelherde, Herbstabend (Hirsche), Frühlingsabend (Rehe), Bussard mit Schlange, Strandreiher, Kühe am Wasser, Verendeter Sechzehnender, Mondnacht, Büffelsiesta.

## Distinctions
- En 1959, la Fikentscherstrasse à Grötzingen, aujourd'hui le quartier le plus à l'est de Karlsruhe, a reçu son nom[6].
- Entre Grötzingen et Jöhlingen, il y a un sentier Otto Fikentscher et la cabane Fikentscher[7].